# 锡拉诺
锡拉诺（義大利語：Sillano），原为意大利托斯卡纳大区卢卡省的一个市镇。总面积62平方公里，人口733人，人口密度11.8人/平方公里（2009年）。ISTAT代码为046029。
2015年1月1日，锡拉诺和准库尼亚诺合并为新的锡拉诺-准库尼亚诺市镇。